# 肅氏鯡脂鯉
肅氏鯡脂鯉為輻鰭魚綱脂鯉目脂鯉亞目鮭脂鯉科的其中一種，被IUCN列為易危保育類動物，為熱帶淡水魚，分布於非洲Tumba、Yandja湖流域，體長可達25公分，棲息在底中層水域，生活習性不明。

## 扩展阅读
維基物種上的相關：肅氏鯡脂鯉